# Ximian
Ximian fut une entreprise américaine de logiciels libres. Elle a été achetée par Novell en 2003.

## Produits principaux
- Evolution : gestionnaire d'informations personnelles (courrier électronique, carnet d'adresses, agenda, portail d'information)
- Mono : mise en œuvre libre de .Net
- Ximian Desktop : environnement graphique basé sur GNOME